# Liste der Bürgermeister von Kaufbeuren
Überblick über die Bürgermeister und Oberbürgermeister der schwäbischen Stadt Kaufbeuren.

## Bürgermeister seit der Mediatisierung 1803
| Bürgermeister | Bürgermeister                         | Amtszeit          | Partei                                   |
| ------------- | ------------------------------------- | ----------------- | ---------------------------------------- |
|               | Christoph Daniel Walch                | 1803–1813         |                                          |
|               | Johann Georg Heinzelmann              | 1813–1836         |                                          |
|               | Christoph Daniel Walch d. J.          | 1836–1848         |                                          |
|               | Carl Eduard Heinzelmann               | 1848–1856         |                                          |
|               | Christoph Friedrich Heinzelmann d. Ä. | 1856–1860         |                                          |
|               | Christoph Theodor Walch               | 1860–1866         |                                          |
|               | Carl Haffner                          | 1866–1875         |                                          |
|               | Joseph Scholz                         | 1876–1879         |                                          |
|               | Friedrich Bachschmid                  | 1879–1889         |                                          |
|               | Carl Stumpf                           | 1889–1917         |                                          |
|               | Georg Volkhardt                       | 1917–1933         |                                          |
|               | Hans Wildung                          | 1933–1943         | NSDAP                                    |
|               | Karl Deinhardt                        | 1944–1945 (komm.) | NSDAP                                    |
|               | Georg Volkhardt                       | 1945–1948         |                                          |
|               | Karl Wiebel                           | 1948–1970         |                                          |
|               | Rudolf Krause                         | 1970–1992         | SPD (1970–1974) / Freie Wähler (ab 1974) |
|               | Andreas Knie                          | 1992–2004         | Freie Wähler                             |
|               | Stefan Bosse                          | seit 2004         | CSU                                      |